# فیلیپ مریویل
فیلیپ مریویل (انگلیسی: Philip Merivale؛ ‏ ۲ نوامبر ۱۸۸۶ – ۱۲ مارس ۱۹۴۶) فیلم‌نامه‌نویس، نمایشنامه‌نویس و بازیگر اهل بریتانیا بود.
از فیلم‌ها یا برنامه‌های تلویزیونی که وی در آن نقش داشته‌است، می‌توان به آقا و خانم اسمیت، هیچ‌چیز بجز دردسر، جلادان هم می‌میرند، بیگانه، ماجرا، خواهر کنی، این زمین مال من است و خشم در بهشت اشاره کرد.